# Widerstand (Bauelement)

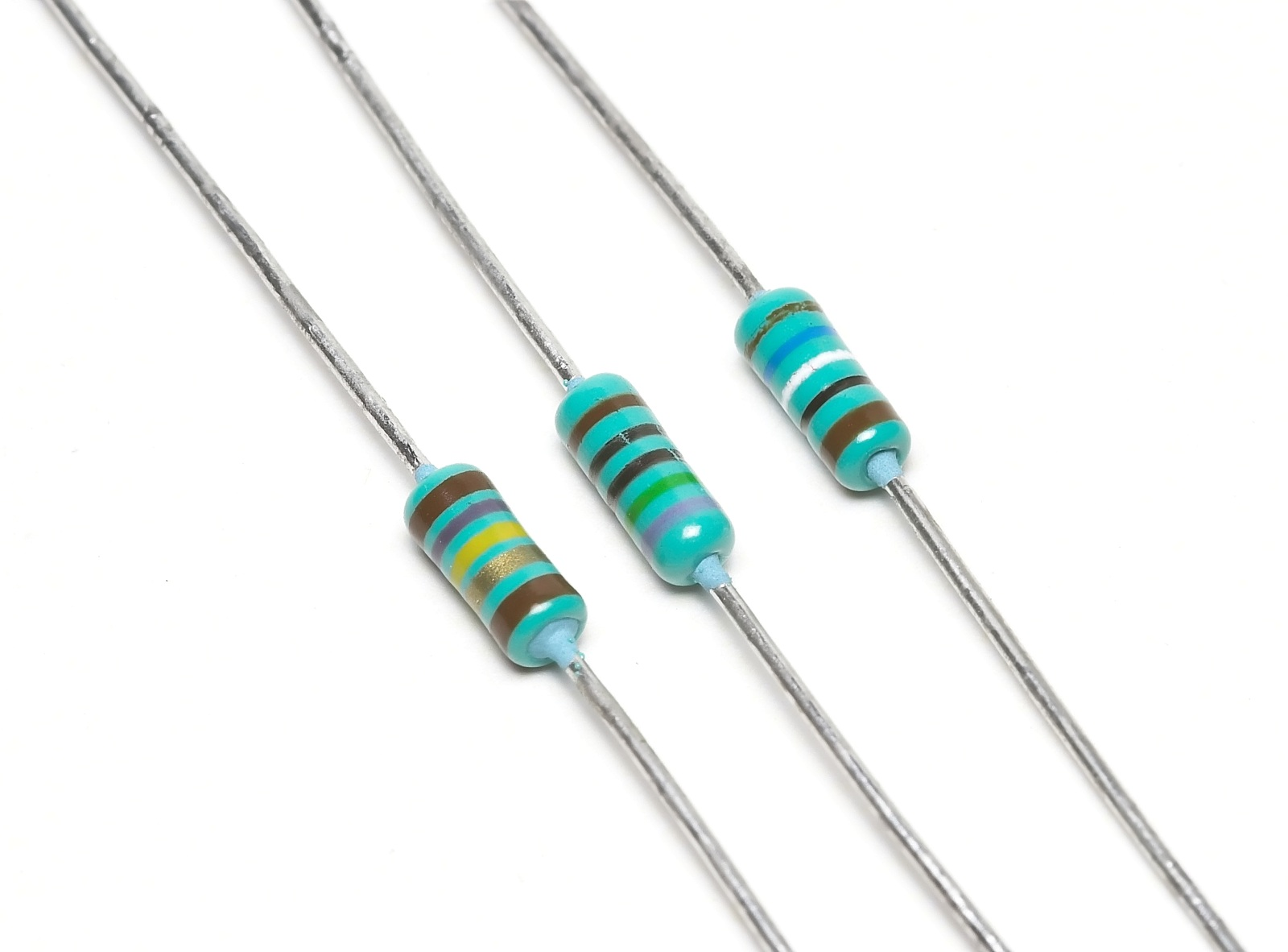
Elektrische Widerstände

Ein Widerstand (englisch Resistor) ist ein zweipoliges passives elektrisches Bauelement. Es realisiert einen ohmschen Widerstand in elektrischen und elektronischen Schaltungen. Widerstände werden beispielsweise verwendet, um:
- den elektrischen Strom zu begrenzen
- den elektrischen Strom in einer Schaltung aufzuteilen
- den elektrischen Strom in eine Spannung umzuwandeln, um ihn (indirekt) zu messen
- die elektrische Spannung in einer Schaltung aufzuteilen
- elektrische Energie in Wärmeenergie umzuwandeln

Ein linearer Widerstand (darunter fallen alle Widerstände, deren Widerstandswert, im Unterschied zu nichtlinearen Widerständen, von keinem weiteren Parameter abhängt) stellt einen elektrischen Strom proportional zur angelegten elektrischen Spannung und umgekehrt ein. Er dient so als Strom-Spannungs-Wandler oder als Spannungs-Strom-Wandler und kann nicht den Strom wie eine elektrische Sicherung lediglich begrenzen.

## Hauptanwendungen
- Einstellen oder Begrenzen einer elektrischen Stromstärke bei gegebener elektrischer Spannung (Vorwiderstand)
- Einstellen einer bestimmten elektrischen Spannung bei gegebenem elektrischen Strom (Arbeitswiderstand, Shunt)
- Teilen einer elektrischen Spannung in einem bestimmten Verhältnis (Spannungsteiler). Dazu werden mindestens zwei oder mehr Widerstände in Reihe geschaltet (Reihenschaltung).
- Teilen eines elektrischen Stromes in einem bestimmten Verhältnis (Stromteiler). Dazu werden mindestens zwei oder mehr Widerstände parallel geschaltet (Parallelschaltung).
- Erzeugung eines definierten Pegels für den Fall, dass ein hochimpedanter Anschluss eines Integrierten Logik-Schaltkreises nicht beschaltet oder über einen elektrischen Leerlauf mit dem Rest der Schaltung verbunden ist (Pullup-/Pulldown-Widerstand)
- Erzeugung eines definierten Pegels zur Einstellung von Arbeitspunkten von aktiven Bauelementen, z. B. bei Transistor- oder Operationsverstärkern
- Umwandlung elektrischer Energie in Wärmeenergie (Heizwiderstand) wie in Glühlampen, Lötkolben, Ersatzlasten, Heizlüftern oder Widerstandsbremsen
- Herstellen definierter Eingangs- und Ausgangs-Impedanzen (Impedanzanpassung)

Widerstände können so aufgebaut sein, dass sie bei Überlastung als Sicherung dienen. Sie dürfen dabei nicht entflammen. Dazu zählen besonders aufgebaute Schichtwiderstände, aber auch PTC-Sicherungen.

## Kenngrößen

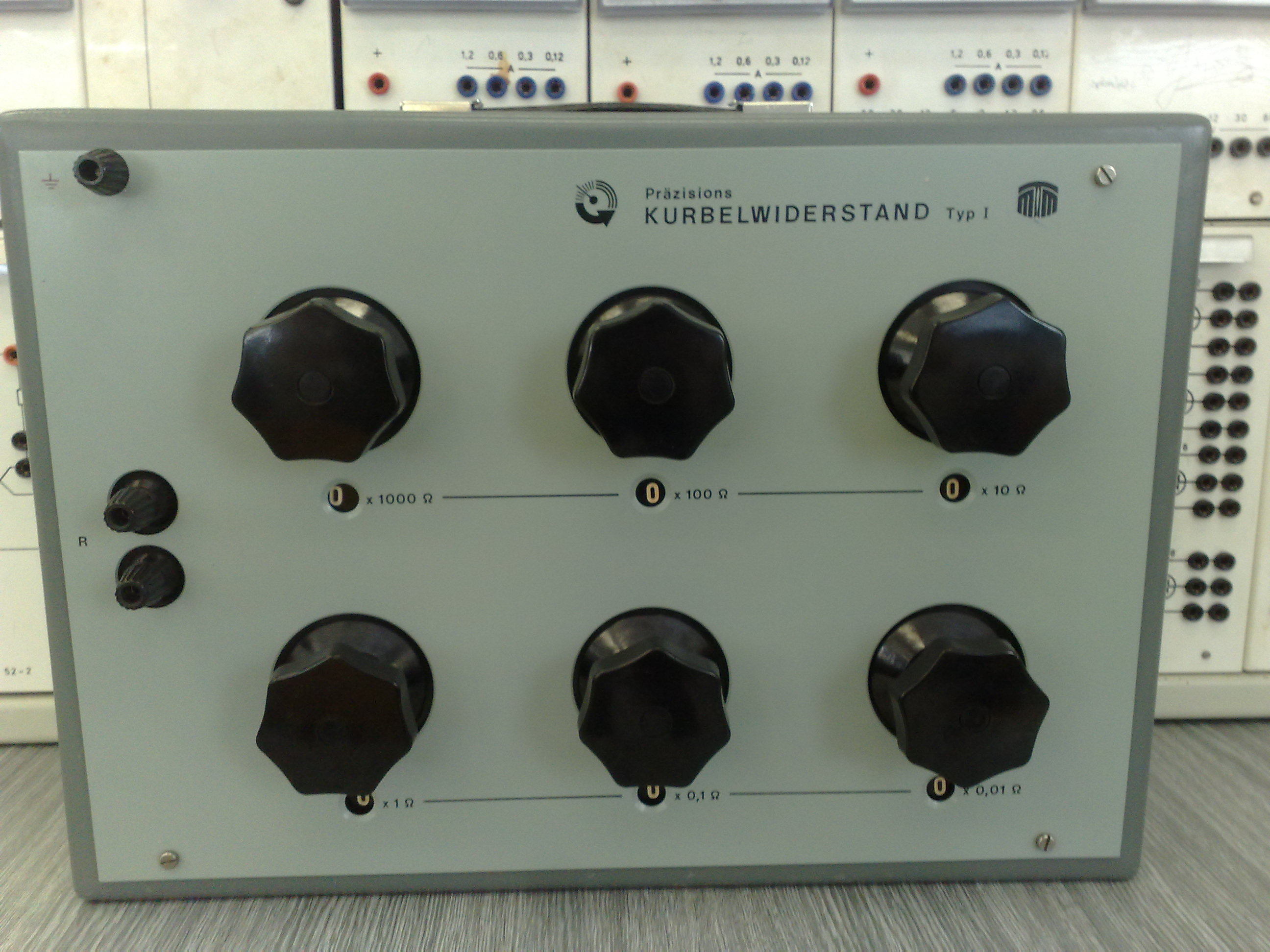
Kurbelwiderstand

Neben dem Widerstandswert sind für einen Widerstand folgende weitere Werte kennzeichnend:
- Toleranz des Widerstandswertes (Anliefertoleranz)
- Maximale Verlustleistung
- Maximale Oberflächen- oder Filmtemperatur
- Temperaturkoeffizient (TK-Wert, angegeben in der Form TKxxx mit xxx = ppm pro Kelvin Temperaturänderung)
- Spannungsfestigkeit
- Langzeitstabilität (Langzeitdrift) bei maximaler Verlustleistung bzw. Nennleistung über die Lebensdauer
- Verarbeitungsstabilität (Lötdrift, falls die Verarbeitung einen Lötprozess beinhaltet)
- Parasitäre Induktivität (geringer bei induktionsarmen Widerständen)
- Parasitäre Kapazität
- Stromrauschen (das Stromrauschen steigt nicht nur mit dem Widerstandswert, sondern ist auch material- und spannungsabhängig (µV/V))
- Impulsbelastbarkeit (kurzzeitige Überlastbarkeit), maximaler Scheitelfaktor bei periodisch veränderlicher Belastung durch Wechselstrom bzw. periodische Impulse
- Spannungsabhängigkeit des Widerstandswertes (wichtig bei hochohmigen Messwiderständen)

## Einteilung
Elektrische Widerstände als Bauelement lassen sich nach verschiedenen Kriterien gruppieren, zum Beispiel:
- Leistungen
- Widerstandsmaterialien

Eine weitere Einteilung ist die nach der Verwendung (von oben sinkende Anforderungen an die Genauigkeit und Langzeitstabilität):
- Präzisionswiderstand (< 0,1 %, in analogen Schaltungen mit Operationsverstärkern)
- Messwiderstand (< 0,5 %, siehe auch Shunt)
- Spannungsteiler, Stellwiderstand (fest oder variabel in Form eines Potentiometers oder Trimmwiderstandes)
- Arbeitswiderstand, Vorwiderstand, allgemeine Anwendungen in elektronischen Schaltungen (1–5 %, Massenware), Abschlusswiderstand (siehe Dummyload)
- Pullup-/Pulldown-Widerstand, digitale Schaltungen (> 10 %, oft als Widerstandsarrays)

## Bauformen und Materialien

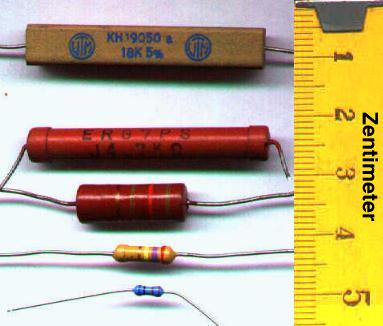
Axial bedrahtete Widerstände (oben: Drahtwiderstand, restliche: Schichtwiderstände)

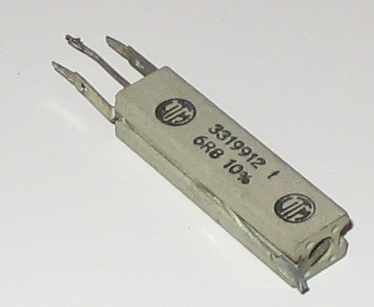
Leistungswiderstand mit Sicherungslötung (unten rechts)

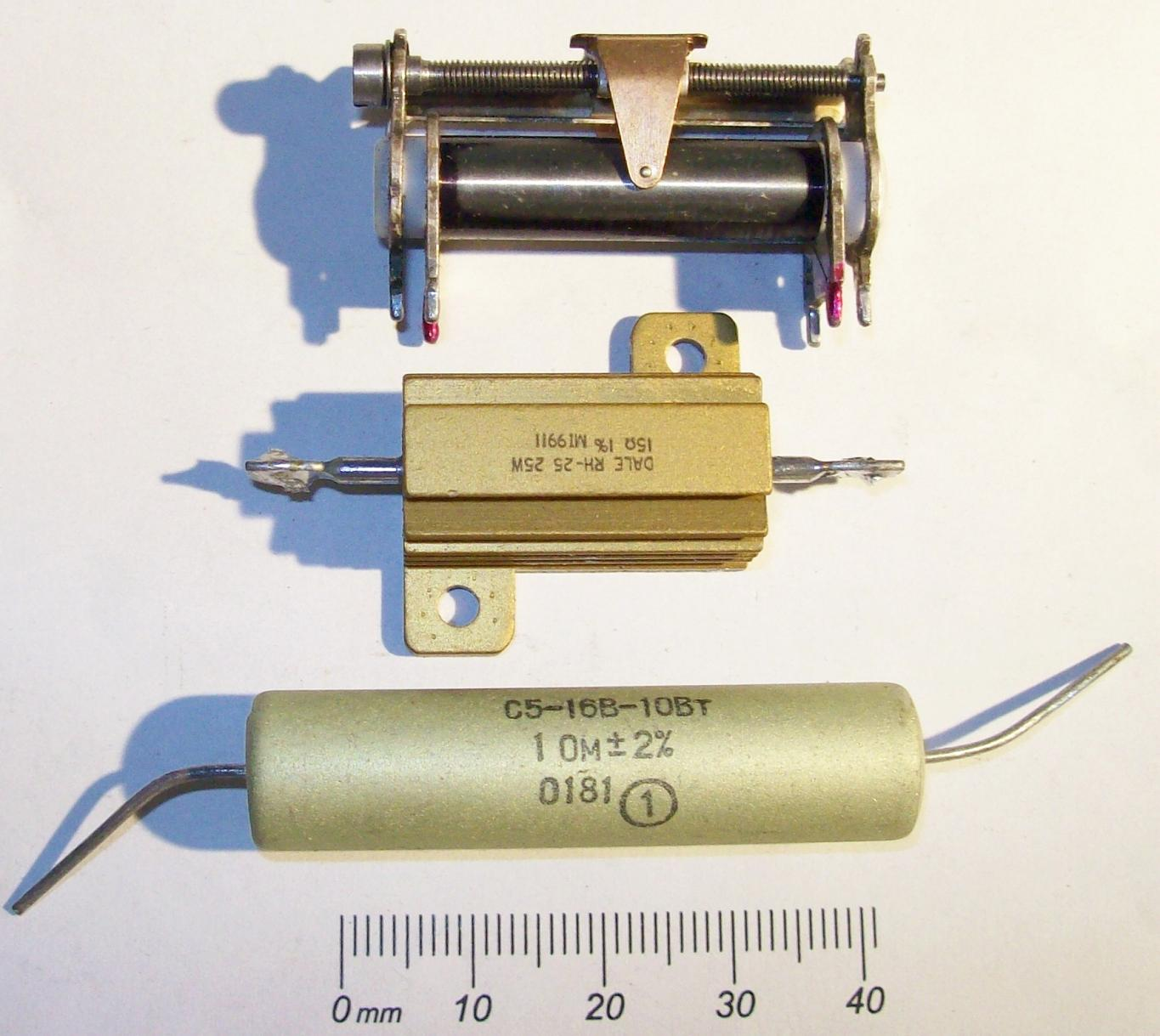
Widerstandsbauformen: oben Drahtwiderstand (Spindeltrimmer), Mitte Leistungswiderstand 25 Watt (Flanschmontage auf Kühlkörper), unten Leistungswiderstand 10 Watt

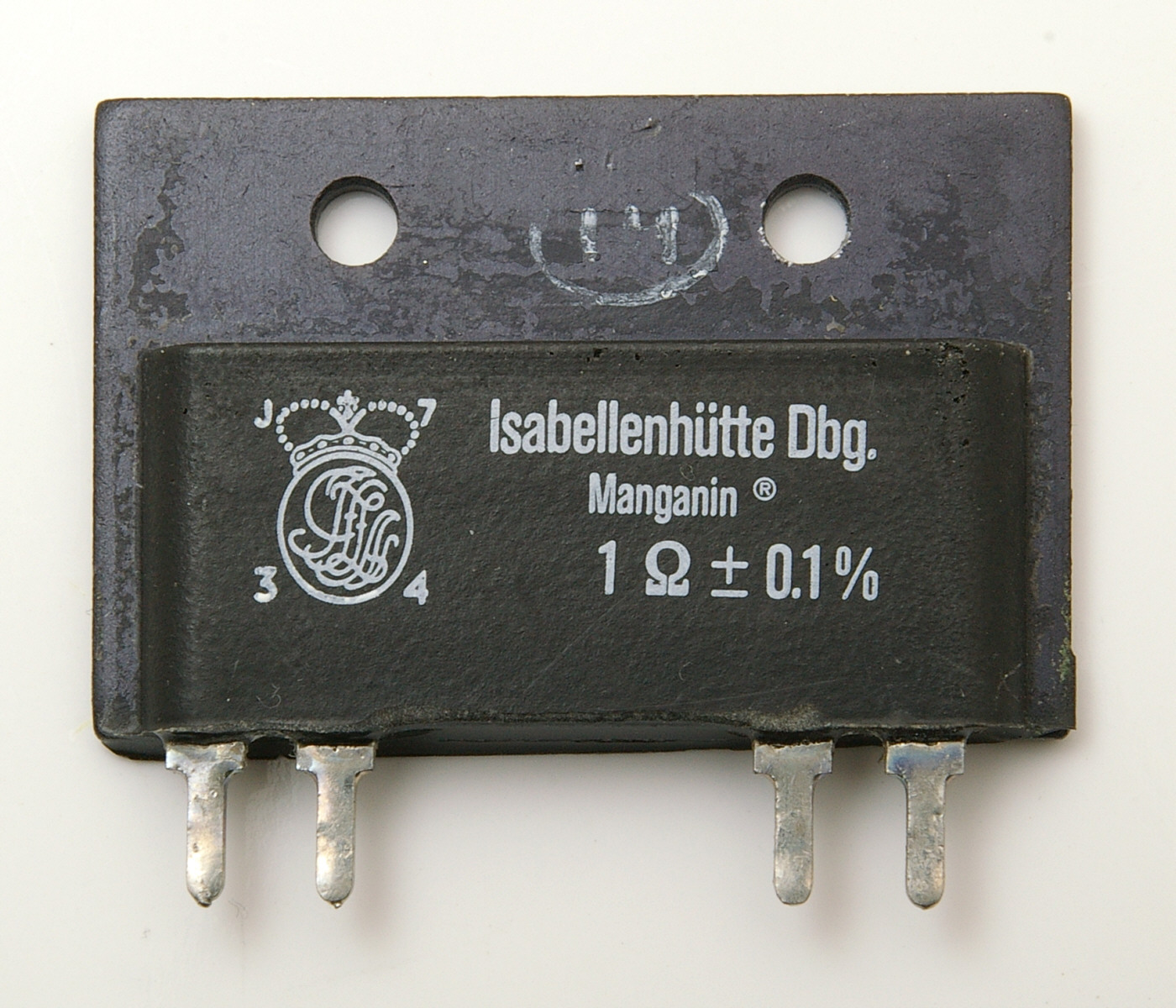
Präzisionsmesswiderstand mit Vierpunktkontaktierung

Eine wichtige Material-Kenngröße ist der spezifische Widerstand.
Die bekannteste Widerstandsbauform ist der zylindrische keramische Träger mit axialen Anschlussdrähten. Diese Anschlussdrähte werden zum Beispiel durch Löcher in Platinen geführt und mit den dort angeordneten Leiterbahnverbindungen verlötet (Durchsteckmontage). Ein keramischer Träger ist mit dem Widerstandsmaterial beschichtet, das entweder durch seine Zusammensetzung, Schichtdicke oder durch Einkerbungen (Wendelung) seinen gewünschten Widerstandswert erhält. Die maximale Verlustleistung liegt zwischen 0,1 W und 5 W.
Die axiale Bauform mit quadratischem Querschnitt (siehe Foto, erster von oben) beinhaltet Drahtwiderstände und ist mit Quarzsand gefüllt. Diese Widerstände sind für höhere Verlustleistungen geeignet.
Eine spezielle Bauform der Widerstandsschicht ist die Mäanderform, zum Beispiel werden derartige Bleche für kleine Widerstandswerte für hohe Belastbarkeit (Shunt) auf einen isolierten Träger geklebt, oder die Form dient bei planaren Dickschicht-Widerstandsschichten dazu, die erforderliche Länge auf einer kompakten Fläche unterzubringen oder die Spannungsfestigkeit zu erhöhen. Die Fertigung auf Fräsmaschinen ist ebenfalls möglich.
SMD-Widerstände werden einseitig als Widerstandsschicht auf Keramiksubstraten aufgebracht und dann getrennt. Die so entstehenden Chip-Bauformen sind kleine Quader mit beispielsweise 1 mm × 2 mm × 0,5 mm Kantenlänge, die an den beiden Enden oder den Schmalseiten Metallisierungen als lötfähige Kontakte aufweisen.
Die verschiedenen Materialien der Widerstandsschichten werden nach der gewünschten Genauigkeit (Toleranz) und der Temperaturstabilität ausgewählt. Kohleschichten haben einen negativen Temperaturkoeffizienten und sind sehr ungenau. Metallschichtwiderstände lassen sich mit höchsten Genauigkeiten und abhängig von der Legierung mit sehr geringen Temperaturkoeffizienten fertigen. Metalle haben im Allgemeinen einen positiven Temperaturkoeffizienten. Metallschichtwiderstände werden auch als Sicherungswiderstände gefertigt – diese verursachen bei Überlastung eine sichere Unterbrechung des Stromflusses.
Für sehr hohe Widerstandswerte und hohe Spannungen werden Metalloxid-Schichtwiderstände gefertigt. Diese sind besonders stabil gegenüber den bei hohen Spannungen auftretenden Migrationsprozessen.
Sehr kleine, hoch belastbare Widerstände (z. B. Shunts und Bremswiderstände für hohe Energieabsorption) werden aus Metallfolie (Manganin) gefertigt. Werden diese Widerstände zur Strommessung eingesetzt (Shunts), haben sie oft so genannte Kelvin-Anschlüsse, das heißt zwei zusätzliche Anschlüsse, um den Messfehler durch den Spannungsabfall an der Kontaktierung zu vermeiden.
Elektrische Widerstände gibt es als elektronische Bauelemente in verschiedenen Ausführungen, die sich zum Beispiel in der Art und Form des Widerstandsmaterials unterscheiden:
- Schichtwiderstände:
  - Kohleschichtwiderstand
  - Metallschichtwiderstand
  - Metalloxid- (auch MOX-)Schichtwiderstand
  - Cermet- (auch Dickschicht-)Widerstand
  - Fotowiderstand (kurz LDR, lichtabhängiger Widerstand, zum Beispiel aus einer Cadmiumsulfid-Schicht)
- Folienwiderstände (planar) und massive Metallwiderstände
  - Bremswiderstand (kurzzeitig hoch belastbar)
  - Shunt-Widerstand (Blech oder Folie, auch in Form mehrerer paralleler Stangen, oft mit Kelvin-Kontaktierung)
- Massewiderstände
  - Kohlemassewiderstand
  - Keramikmassewiderstand
  - Heißleiter- (NTC-) und Kaltleiter- (PTC-) Widerstände
  - Varistor (kurz VDR, spannungsabhängiger Widerstand)
- Drahtwiderstand
- Potentiometer (veränderbarer Widerstand)

Weiterhin kennt man
- für Hochfrequenz geeignete, induktionsarme Bauformen (ungewendelt, auch koaxial), als Dummy (Antennenersatz) bzw. als Abschlusswiderstand.
- für hohe Spannungen geeignete Bauformen (große Länge, evtl. vergossen oder in Öl, mäanderförmig).
- Heizwiderstände, auch zum Scheiben Enteisen.

In einer monolithischen integrierten Schaltung (Basismaterial einkristallines Silizium) ist die Wahl der Widerstandsmaterialien sehr eingeschränkt. Man verwendet meist polykristallines Silizium als Schichtmaterial. Wegen des hohen Flächenbedarfs werden, wenn immer möglich, besonders beschaltete Transistoren als Widerstands-Ersatz verwendet.

## Festwiderstände

### Eigenschaften von Festwiderständen
Festwiderstände sind Ohmsche Widerstände mit festem, d. h. nicht einstellbaren Widerstandswerten. Sie sind bestimmt durch:
- Nennwiderstand
- Belastbarkeit
- Auslieferungstoleranz
- Güteklasse

Die Nennwiderstände sind abgestuft nach bestimmten Normzahlreihen. Eine solche Abstufung ist aus wirtschaftlichen Gründen erforderlich. Man kann Festwiderstände nicht mit jedem beliebigen Widerstandswert herstellen. Benötigt man einen ganz bestimmten Widerstandswert, der in der Normreihe nicht enthalten ist und den man auch durch Kombinieren mehrerer Bauteile nicht erreichen kann oder will, so kann man einen einstellbaren Widerstand verwenden und diesen auf den gewünschten Wert einstellen.
Festwiderstände werden heute fast ausschließlich nach den international gültigen IEC-Normreihen hergestellt.

### Abstufung der Widerstandswerte

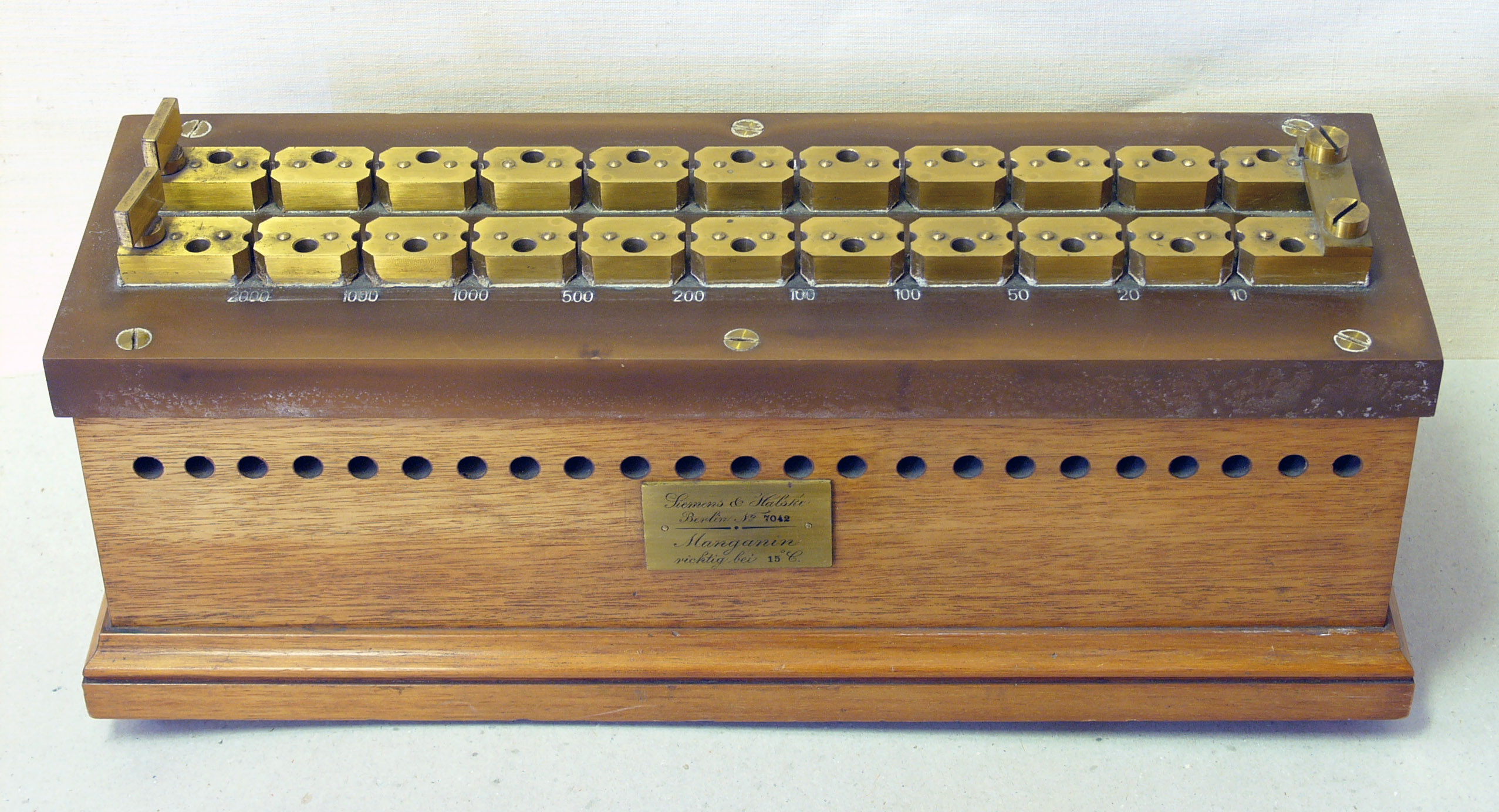
Historischer Stöpselwiderstand, so genannter Rheostat

Die Nennwerte von Widerständen werden nach geometrischen Folgen abgestuft. Dabei weist jede Dekade die gleiche Anzahl n verschiedener, mit dem Faktor q = 10(1/n) abgestufter Werte auf. International gültig sind die mit n = 3·2a (a ist ganzzahlig) abgestuften E-Reihen. Je nach Toleranz können Widerstände mit Werten aus der E12- (10 %), E24- (5 %), E48- (2 %) oder E96-Reihe (1 %) hergestellt werden. Die Prozentzahlen geben Mindestgenauigkeiten für die jeweilige Reihe an.
Beispielsweise sind die Werte der Reihe E12 = {10, 12, 15, 18, 22, 27, 33, 39, 47, 56, 68, 82}. Die Werte sind so gewählt, dass sich überlappende Toleranzbereiche ergeben. Als Nebeneffekt wird eine minimale Anzahl von Lagerwerten erzielt.
Anders und einfacher ausgedrückt: Die E-Reihen kennzeichnen, wie viele Widerstände pro Dekade, (z. B. von 100 Ω bis 1 kΩ) vorhanden sind. E12 hat beispielsweise zwölf Widerstände, deren Abstand geometrisch (fast) gleich verteilt ist. Früher war lediglich die E12-Reihe üblich, heute jedoch gibt es genauere und stabilere Widerstände.
Durch die aufeinander abgestimmte Kombination von E-Reihe und Toleranzbereich gibt es für jeden beliebigen Widerstandswert einen zugehörigen Nennwert, so dass man im Prinzip mit einem streuenden Herstellungsprozess beliebige Widerstandswerte produzieren könnte, die im Anschluss durch Selektion genauer toleriert werden könnten. Das ist jedoch unerwünscht, da die benötigten Stückzahlen auch benachbarter Werte sehr unterschiedlich sind. Heute gelingt es, Widerstände in hoher Stabilität herzustellen und die Prozessparameter so zu steuern, dass ohne Nachabgleich Widerstände in den gewünschten Werten der E96-Reihe oder allen anderen Reihen mit einer üblichen Toleranz von 1 % entstehen, die alle abgesetzt werden können.

### Baugrößen bedrahteter Widerstände
Bei der Leiterplattenbestückung werden bedrahtete Widerstände in der Industrie kaum noch eingesetzt. Sie sind im nichtprofessionellen Bereich noch sehr verbreitet, da die Verarbeitung sehr einfach ist und anders als die Leiterplattenbestückung mit zum Teil sehr kleinen SMD-Bauteilen nur wenig Löterfahrung erfordert.
Die Bauform 0207 mit axialen Anschlüssen und einem Widerstandskörper von ca. 2,3 mm Durchmesser und 6 mm Länge ist die gängigste Bauform von bedrahteten Kleinleistungswiderständen für Leistungen bis zu 0,25 W (Kohleschichtwiderstände) bzw. 0,5 W (Metallschichtwiderstände). Weniger verbreitet sind bedrahtete Miniaturwiderstände der Bauform 0204 mit einem Widerstandskörper von ca. 1,5 mm Durchmesser und 3,2 mm Länge für maximale Leistungen zwischen 0,1 W und 0,4 W. Diese entsprechen größenmäßig etwa der SMD Bauform MINI-MELF (0204), haben aber axiale Anschlussdrähte.

### Bauformen und -größen von SMD-Widerständen

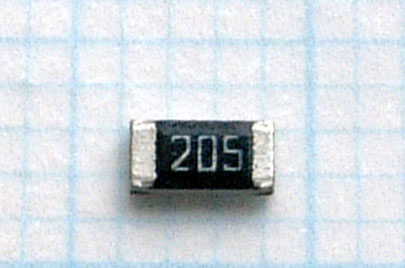
Ein 2-MΩ-SMD-Widerstand in der Baugröße 1206 (Raster in mm)

SMD-Widerstände sind Miniaturwiderstände für das direkte Verlöten auf der Leiterplattenoberfläche. Durch geringe Abmessungen ermöglichen sie den Bau kompakter Geräte.
Darüber hinaus hat diese Bauart in der HF-Technik wesentliche Vorteile gegenüber bedrahteten Bauteilen, da die durch Widerstandswindungen und Anschlussdrähte entstehenden Induktivitäten entfallen beziehungsweise stark reduziert werden.
SMD-Widerstände gibt es in runder (MELF) und in quaderförmiger Bauform.
SMD-MELF-Widerstände (MICRO-MELF 0102, MINI-MELF 0204, MELF 0207) finden sich in professionellen Anwendungen in der Industrie- und Automobilelektronik, wo hohe Verlustleistungen, Umgebungstemperaturen, Impulsbelastungen und eine geringe Widerstandsänderung über die Zeit (Langzeitdrift) notwendig sind. Sie sind als Dünnschicht- bzw. Metallschicht-, Metallglasur und Kohleschichtwiderstände erhältlich. Ihre Baugrößen sind padkompatibel zu den unten aufgeführten Chip-Bauformen:
- MICRO-MELF 0102 ist kompatibel zur Chip-Bauform 0805
- MINI-MELF 0204 ist kompatibel zur Chip-Bauform 1206
- MELF 0207 ist kompatibel zur Chip-Bauform 2512

Die Mehrzahl der verwendeten SMD-Widerstände sind quaderförmig (Chip-Widerstände); sie werden als Dünn- und Dickschichtwiderstände angeboten. Die folgenden Ausführungen beziehen sich auf diese Bauform.
SMD-Bauelemente sind in verschiedenen Baugrößen erhältlich, unter anderem
- 2512, 2010, 1218, 1210, 1206, 0805, 0603, 0402, 0201, 01005

Dabei geben bei den größeren Bauformen (ab 0402) die ersten zwei Ziffern die Länge und die letzten zwei die Breite des Bauteils in Einheiten von etwa 1/100 Zoll (= 0,254 mm). beziehungsweise 0,250 mm an. Beispielsweise hat ein 0805-Widerstand eine Länge von 2 mm und eine Breite von 1,25 mm. Bei den Bauformen 0201 und kleiner stimmt diese Zuordnung nicht mehr.
Details: Chip-Bauform, Surface Mounted Device
Die Höhe ist bei vielen Baureihen etwas größer als 0,635 mm (1/40 Zoll = 25 mil, das ist eine gängige Dicke der als Ausgangsmaterial verwendeten Aluminiumoxid-Keramiksubstrate), jedoch im Allgemeinen nicht größer als die Breite des Bauteils (wegen sonst erschwerter Montage, Kippgefahr).
Für die verschiedenen Bauformen sind unterschiedliche maximale Verlustleistungen und maximale Spannungen zulässig (Richtwerte, entscheidend ist das Datenblatt):
| Bauform           | Größe in mm | max. Verlustleistung in Watt | max. Spannung in Volt |
| ----------------- | ----------- | ---------------------------- | --------------------- |
| 2512              | 6,35 × 3,20 | 1                            | 500                   |
| 2010              | 5,08 × 2,54 | 0,75                         | 400                   |
| 1218              | 3,20 × 4,60 | 1                            | 200                   |
| 1210              | 3,20 × 2,54 | 0,5                          | 200                   |
| 1206              | 3,20 × 1,60 | 0,25                         | 200                   |
| 0805              | 2,00 × 1,25 | 0,125                        | 150                   |
| 0603              | 1,60 × 0,80 | 0,1                          | 75                    |
| 0402              | 1,02 × 0,5  | 0,063                        | 50                    |
| 0201              | 0,6 × 0,3   | 0,05                         | 30                    |
| 01005             | 0,4 × 0,2   | 0,03                         | 15                    |
| MICRO-MELF (0102) | 2,2 × 1,1 ⌀ | 0,3                          | 150                   |
| MINI-MELF (0204)  | 3,6 × 1,4 ⌀ | 0,4                          | 200                   |
| MELF (0207)       | 5,8 × 2,2 ⌀ | 1                            | 300                   |

### Angaben auf Widerständen
Widerstände in runder Bauform für elektronische Schaltungen werden oft nicht mit Ziffern bedruckt werden, sondern es werden Farbcodierungen aufgebracht. Bei den oft kleineren, aber flachen SMD-Widerständen werden die Kennwerte durch einen Aufdruck alphanumerischer Zeichen angegeben.

#### Alphanumerische Beschriftung
Zur kompakten alphanumerischen Beschriftung von Widerstandswerten kann der Buchstabe „R“ als Dezimaltrennzeichen verwendet werden:
- 10R = 10 Ω
- 1R5 = 1,5 Ω
- R005 = 0,005 Ω = 5 mΩ

Auf die gleiche Weise können auch die SI-Präfixe als Dezimaltrennzeichen verwendet werden. Der Wert des Präfix stellt dabei einen zusätzlichen Multiplikator dar:
- 10k = 10 kΩ
- 1M5 = 1,5 MΩ
- 0k5 = 0,5 kΩ = 500 Ω

Diese Darstellungsform wird vor allem in Schaltplänen eingesetzt.

#### Angaben auf SMD-Widerständen
Die Beschriftung ist von der E-Reihe und der Größe der Bauteile abhängig.
Je größer die E-Reihe, desto kleiner sind die Toleranzen der Bauteile:
E3 = über 20 %, E6 = 20 %, E12 = 10 %, E24 = 5 %, E48 = 2 %, E96= 1 %, E192 = 0,5 %
SMD-Widerstände der Bauform 0402 und kleiner haben aus Platzgründen im Allgemeinen keinen Aufdruck.
Widerstände der Bauform 0603 und größer sind meist folgendermaßen gekennzeichnet (es gibt auch Baureihen von Herstellern, bei denen die Widerstände gar nicht gekennzeichnet sind; das gilt insbesondere für 0603):
SMD-Widerstände sind oft mit drei Ziffern gekennzeichnet. Die ersten zwei Ziffern geben den Widerstandswert an, die dritte die Zehnerpotenz, die mit dem Wert der ersten beiden Ziffern multipliziert wird, vereinfacht ausgedrückt: die Anzahl der angehängten Nullen.
- 472 = 47 × 102 = 47 × 100 = 4700 Ω = 4,7 kΩ
- 104 = 10 × 104 = 10 × 10000 = 100.000 Ω = 100 kΩ
- 101 = 10 × 101 = 10 × 10 = 100 Ω
- Für Werte unter 10 Ω ersetzt 'R' den Dezimalpunkt: 1R0 = 1,0 Ω

SMD-Widerstände der Toleranzklasse < 5 % weisen oft einen Aufdruck mit vier Ziffern auf, wenn dafür ausreichend Platz zur Verfügung steht (im Allgemeinen ab Bauform 0805 oder 1206). Dabei geben die ersten drei Ziffern den Widerstandswert an, die vierte die Zehnerpotenz, die mit dem Wert der ersten drei Ziffern multipliziert wird, vereinfacht ausgedrückt: die Anzahl der angehängten Nullen.
- 1002 = 100 × 102 = 100 × 100 = 10.000 = 10 kΩ
- 1003 = 100 × 103 = 100 × 1000 = 100.000 = 100 kΩ
- Für Werte unter 100 Ω ersetzt ein „R“ den Dezimalpunkt: 10R0 = 10,0 Ω

Widerstände der Bauform 0603 und 1 % Toleranz sind entweder nicht oder mit drei Zeichen gekennzeichnet. Bei einem Widerstandswert aus der E24-Reihe oder gröber sind die Bauteile wie solche mit 5 % Toleranz gekennzeichnet (s. o.), zusätzlich ist aber die mittlere Ziffer unterstrichen. Für Widerstände aus einer feineren E-Reihe (z. B. E96) reichen zwei Ziffern für den Widerstandswert nicht aus. Dafür wird der Widerstandswert durch eine (fortlaufend gezählte) zweiziffrige Zahl codiert, der Exponent aber durch einen Buchstaben, um diesen Code sicher als solchen von der anderen Kennzeichnungsart unterscheiden zu können.

#### EIA-96-Kodierung auf Widerständen
Bei der EIA-96-Kodierung werden zwei Ziffern als Code für den Wert angegeben und ein Buchstabe als Multiplikator.
| 01 | 100 | 13 | 133 | 25 | 178 | 37 | 237 | 49 | 316 | 61 | 422 | 73 | 562 | 85 | 750 |
| 02 | 102 | 14 | 137 | 26 | 182 | 38 | 243 | 50 | 324 | 62 | 432 | 74 | 576 | 86 | 768 |
| 03 | 105 | 15 | 140 | 27 | 187 | 39 | 249 | 51 | 332 | 63 | 442 | 75 | 590 | 87 | 787 |
| 04 | 107 | 16 | 143 | 28 | 191 | 40 | 255 | 52 | 340 | 64 | 453 | 76 | 604 | 88 | 806 |
| 05 | 110 | 17 | 147 | 29 | 196 | 41 | 261 | 53 | 348 | 65 | 464 | 77 | 619 | 89 | 825 |
| 06 | 113 | 18 | 150 | 30 | 200 | 42 | 267 | 54 | 357 | 66 | 475 | 78 | 634 | 90 | 845 |
| 07 | 115 | 19 | 154 | 31 | 205 | 43 | 274 | 55 | 365 | 67 | 487 | 79 | 649 | 91 | 866 |
| 08 | 118 | 20 | 158 | 32 | 210 | 44 | 280 | 56 | 374 | 68 | 499 | 80 | 665 | 92 | 887 |
| 09 | 121 | 21 | 162 | 33 | 215 | 45 | 287 | 57 | 383 | 69 | 511 | 81 | 681 | 93 | 909 |
| 10 | 124 | 22 | 165 | 34 | 221 | 46 | 294 | 58 | 392 | 70 | 523 | 82 | 698 | 94 | 931 |
| 11 | 127 | 23 | 169 | 35 | 226 | 47 | 301 | 59 | 402 | 71 | 536 | 83 | 715 | 95 | 953 |
| 12 | 130 | 24 | 174 | 36 | 232 | 48 | 309 | 60 | 412 | 72 | 549 | 84 | 732 | 96 | 976 |

Die EIA-96-Tabellenwerte können auch nach folgender Formel berechnet werden:
{\displaystyle \mathrm {Wert} =\left\lfloor {100\cdot 10^{\frac {\mathrm {Code} -1}{96}}+0{,}5}\right\rfloor }
Multiplikator
- Y = 10−2, X = 10−1, A = 100, B = 101, C = 102, D = 103, E = 104, F = 105

Beispiele
- 01Y = 1 Ohm
- 02X = 10,2 Ohm
- 03A = 105 Ohm
- 04B = 1,07 kOhm

Weiterführende Artikel zu SMD-Widerständen: Metal Electrode Faces, Chip-Bauform

#### Farbkodierung auf Widerständen

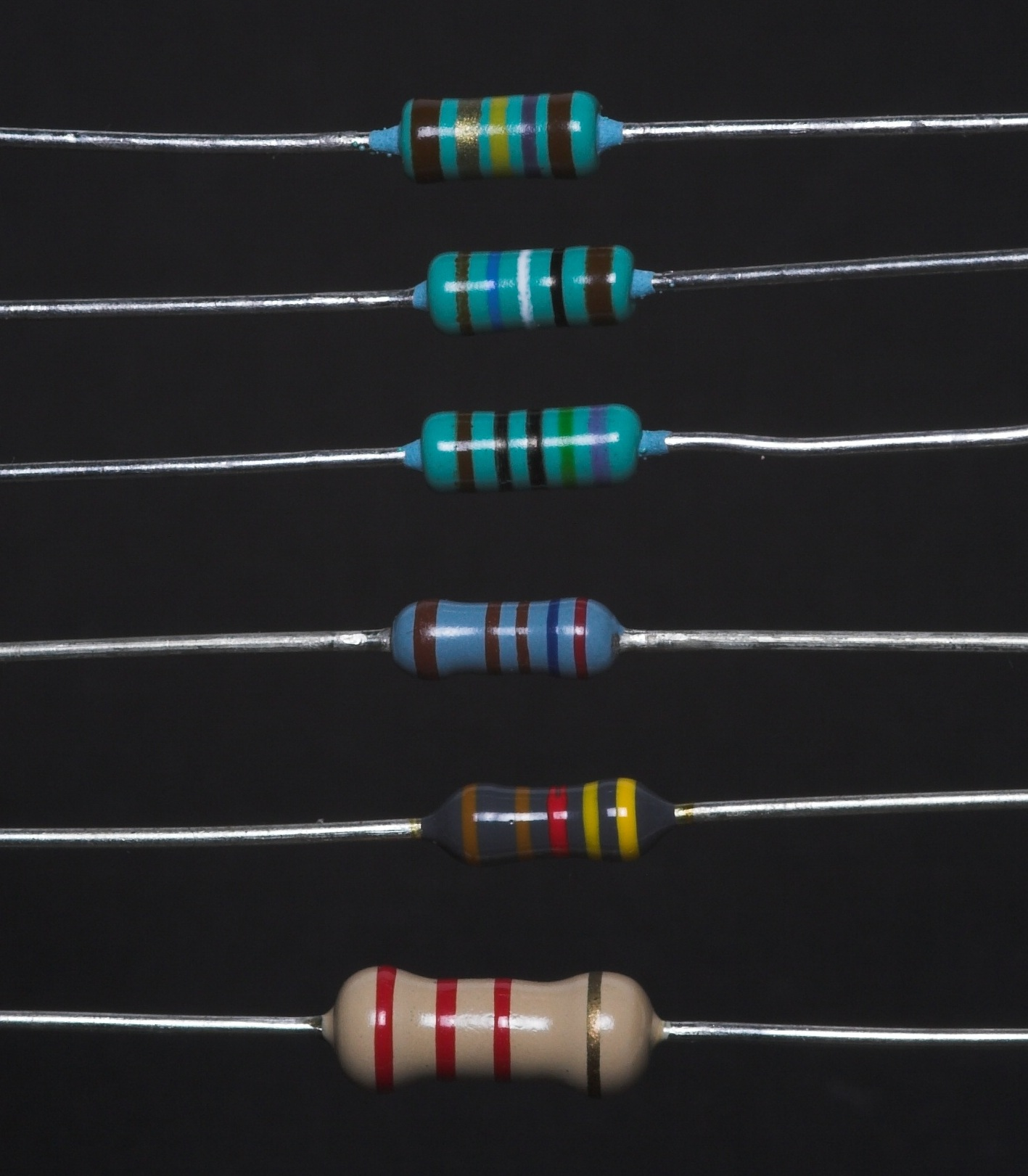
Bedrahtete Widerstände mit verschiedenen Werten, Leserichtung aus Ringabstand nicht immer erkennbar.

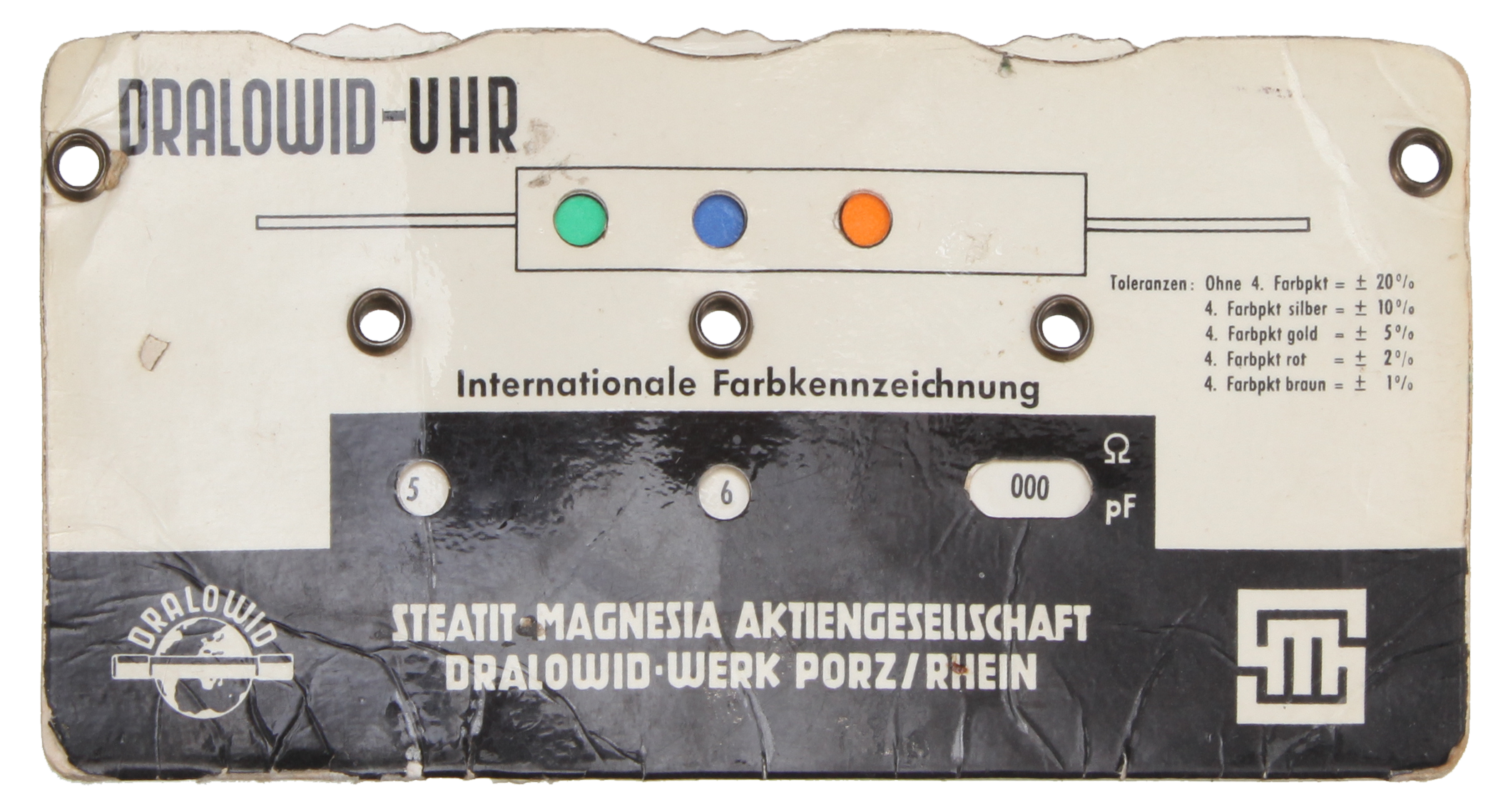
Widerstandsuhr (Vitrohmeter)

Die Widerstandsfarbkodierung oder Farbkodierung für Widerstände ist eine Farbkennzeichnung für die elektrischen Werte von Widerständen. Als elektronische Bauteile sind diese oft sehr klein und darüber hinaus zylindrisch, so dass es schwierig ist, lesbare Zahlen darauf zu drucken. Stattdessen geben umlaufende farbige Ringe den Widerstandswert und die Toleranzklasse an.
Es gibt Farbcodes mit drei, vier, fünf oder sechs Ringen. Bei drei oder vier Ringen geben die ersten beiden Ringe einen zweistelligen Wert von 10 Ω bis 99 Ω an (siehe Tabelle unten), und der dritte Ring gibt einen Multiplikator an (Zehnerpotenz von 10−2 bis 109), mit dem der Wert zu multiplizieren ist. Damit lassen sich 1080 verschiedene Widerstandswerte ausdrücken. Der vierte Ring, falls vorhanden, gibt die Toleranzklasse an. Fehlt er, ist die Toleranz ±20 %. Bei fünf oder sechs Ringen geben die ersten drei Ringe den Wert an (100 bis 999 Ω), der vierte Ring ist der Multiplikator und der fünfte Ring die Toleranzklasse. Ist ein sechster Ring vorhanden, gibt er den Temperaturkoeffizienten (Stabilität) an.
Die Ableserichtung wird auf zwei verschiedene Weisen gekennzeichnet: entweder hat der erste Ring vom Rand des Widerstandskörpers einen kleineren Abstand als der letzte Ring, oder der letzte Ring ist räumlich abgesetzt. Prüfung: Die andere Leserichtung ergibt keinen Wert der zugehörigen E-Reihe oder lässt sich gar nicht entschlüsseln (z. B. letzter Ring ist silber oder gold, was für den ersten Ring nicht zulässig ist).
Die Farbkodierung ist in der DIN IEC 62, beziehungsweise für Widerstände mit Angabe des Temperaturkoeffizienten nach DIN 41429 wie folgt festgelegt:
| Farbe   | Farbe | Widerstandswert in Ω | Widerstandswert in Ω | Widerstandswert in Ω    | Toleranz |
| Farbe   | Farbe | 1. Ring (Zehner)     | 2. Ring (Einer)      | 3. Ring (Multiplikator) | 4. Ring  |
| ------- | ----- | -------------------- | -------------------- | ----------------------- | -------- |
| „keine“ | ×     |                      |                      |                         | ±20 %    |
| silber  |       |                      |                      | 10−2 = 0,01             | ±10 %    |
| gold    |       |                      |                      | 10−1 = 0,1              | ±5 %     |
| schwarz |       |                      | 0                    | 100 = 1                 |          |
| braun   |       | 1                    | 1                    | 101 = 10                | ±1 %     |
| rot     |       | 2                    | 2                    | 102 = 100               | ±2 %     |
| orange  |       | 3                    | 3                    | 103 = 1000              |          |
| gelb    |       | 4                    | 4                    | 104 = 10.000            |          |
| grün    |       | 5                    | 5                    | 105 = 100.000           | ±0,5 %   |
| blau    |       | 6                    | 6                    | 106 = 1.000.000         | ±0,25 %  |
| violett |       | 7                    | 7                    | 107 = 10.000.000        | ±0,1 %   |
| grau    |       | 8                    | 8                    | 108 = 100.000.000       | ±0,05 %  |
| weiß    |       | 9                    | 9                    | 109 = 1.000.000.000     |          |

Farbcode von Widerständen

Widerstände hoher Genauigkeit haben meistens fünf oder sechs Ringe. Die ersten drei geben den Wert an, Ring vier den Multiplikator und Ring fünf die Toleranz. Ein sechster Ring gibt den Temperaturkoeffizienten an.
| Farbe   | Farbe | Widerstandswert in Ω | Widerstandswert in Ω | Widerstandswert in Ω | Widerstandswert in Ω    | Toleranz | Temperaturkoeffizient |
| Farbe   | Farbe | 1. Ring (Hunderter)  | 2. Ring (Zehner)     | 3. Ring (Einer)      | 4. Ring (Multiplikator) | 5. Ring  | 6. Ring               |
| ------- | ----- | -------------------- | -------------------- | -------------------- | ----------------------- | -------- | --------------------- |
| silber  |       |                      |                      |                      | 10−2 = 0.01             |          |                       |
| gold    |       |                      |                      |                      | 10−1 = 0.1              |          |                       |
| schwarz |       |                      | 0                    | 0                    | 100 = 1                 |          | 200·10−6 K−1          |
| braun   |       | 1                    | 1                    | 1                    | 101 = 10                | ±1 %     | 100·10−6 K−1          |
| rot     |       | 2                    | 2                    | 2                    | 102 = 100               | ±2 %     | 50·10−6 K−1           |
| orange  |       | 3                    | 3                    | 3                    | 103 = 1000              |          | 15·10−6 K−1           |
| gelb    |       | 4                    | 4                    | 4                    | 104 = 10.000            |          | 25·10−6 K−1           |
| grün    |       | 5                    | 5                    | 5                    | 105 = 100.000           | ±0,5 %   |                       |
| blau    |       | 6                    | 6                    | 6                    | 106 = 1.000.000         | ±0,25 %  | 10·10−6 K−1           |
| violett |       | 7                    | 7                    | 7                    |                         | ±0,1 %   | 5·10−6 K−1            |
| grau    |       | 8                    | 8                    | 8                    |                         | ±0,05 %  |                       |
| weiß    |       | 9                    | 9                    | 9                    |                         |          |                       |

Beispiele
- Die Farbringe gelb–violett–rot–braun bedeuten 47·102 Ω = 4,7 kΩ und eine Toleranz von ±1 %. Daraus ergibt sich für den Widerstand ein möglicher Toleranzbereich von 4,653 kΩ bis 4,747 kΩ.
- Ein Widerstand mit den fünf Ringen grün–braun–braun–orange–blau hat einen Nennwert von 511·103 Ω = 511 kΩ und weist eine Toleranz von ±0,25 % auf.

## Parameterabhängige Widerstände
Parameterabhängige Widerstände werden auch als nichtlineare Widerstände bezeichnet. Wesentliches Merkmal ist, dass der Widerstandswert von einem oder mehreren weiteren physikalischen Parametern wie der am Widerstand anliegenden Spannung, der Temperatur, Druck, dem Lichteinfall und ähnlichen mehr abhängt. Wesentlich ist, dass bei nichtlinearen Widerständen der Zusammenhang zwischen Spannung am und Strom durch den Widerstand nicht durch die ohmsche Beziehung mit einem konstanten Widerstandswert R beschrieben werden kann.

### Temperaturabhängige Widerstände
Thermistoren sind Widerstände mit einer gezielt ausgeprägten Temperaturabhängigkeit. Man unterscheidet:
- PTC-Widerstände (Kaltleiter, positiver Temperaturkoeffizient): der Widerstandswert steigt mit steigender Temperatur, verwendet als Temperatursensor, als selbstrückstellende Sicherung, als selbstregelndes Heizelement und zur Steuerung der Entmagnetisierung von Bildröhren.
- NTC-Widerstände (Heißleiter, negativer Temperaturkoeffizient): der Widerstandswert sinkt mit steigender Temperatur, verwendet unter anderem als Temperatursensor und zur Einschaltstrombegrenzung.

Auch der Eisen-Wasserstoff-Widerstand hat ein PTC-Verhalten. Er wurde früher als Strom-Konstanthalter in den Heizkreisen von Röhrengeräten verwendet und funktioniert aufgrund von Eigenerwärmung eines Eisendrahtes in Wasserstoff.

### Fotowiderstände

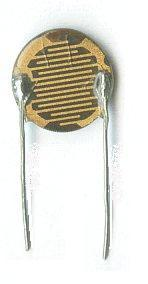
Fotowiderstand; die fotoempfindliche Cadmiumsulfid (CdS)-Widerstandsschicht befindet sich zwischen den kammartigen Kontaktflächen

Ein Fotowiderstand, kurz LDR (Light Dependent Resistor) genannt, ändert seinen Widerstand unter Lichteinwirkung. Trifft Licht auf die fotoempfindliche Fläche des Fotowiderstands, verringert sich der Widerstand durch den inneren fotoelektrischen Effekt.

### Spannungsabhängige Widerstände
Sie werden Varistoren (ein aus „variabel“ und „Resistor“ gebildetes Kunstwort) genannt und bestehen aus Metalloxiden (meist dotiertes Zinkoxid). Sie verringern ihren Widerstandswert bei steigender Spannung, meist drastisch ab einer charakteristischen Schwellspannung ähnlich einer Zener-Diode (jedoch für beide Polaritäten). Sie werden zur Begrenzung von Überspannungsimpulsen (Schwellspannungen von 5 Volt bis mehrere Kilovolt) eingesetzt, nicht jedoch zur Spannungsstabilisierung.
Kurzbezeichnungen wie MOV (metal oxide varistor) oder auch VDR (von engl. voltage dependent resistor) leiten sich aus Material und Verhalten ab.
Kohärer enthalten Kohlegrieß und verringern ihren Widerstandswert durch Hochfrequenzströme.

### Druck- und dehnungsabhängige Widerstände
- Dehnmessstreifen sind Folienwiderstände, die ihren Widerstandswert in Abhängigkeit ihrer Dehnung ändern. Daraus lässt sich die mechanische Spannung an dem Bauteil, auf dem sie aufgeklebt sind, ermitteln.
- Widerstände aus Stapeln aus Graphit-Scheiben verringern ihren Widerstandswert bei Druck. Sie können hohe Verlustleistungen ertragen und wurden früher zur Motorsteuerung (Nähmaschinen) eingesetzt und mit einem Pedal bedient.
- Die nicht als Widerstand bezeichneten Kohlemikrofone verändern ihren Widerstandswert durch den wechselnden Druck einer Schall empfangenden Metallmembran auf eine Kohlegrieß-Füllung.

## Verstellbare Widerstände
- Ein elektrisches Widerstandsbauelement, dessen Widerstandswert im normalen Betrieb mechanisch, wie durch Drehen oder Verschieben eines Stellgliedes, veränderbar ist, wird als Potentiometer bezeichnet. Es besitzt drei Anschlüsse, die des einfachen Bauteils Widerstand und einen dritten Schleifer-Anschluss für das Abgreifen des eingestellten Widerstandswertes. Potentiometer sind für häufiges Verstellen geeignet. Hauptanwendung sind Pegeleinstellung oder Erfassung einer Winkel- oder lateralen Position.
- Trimmpotentiometer (geringe Leistung) und Stellwiderstände (große Leistung) sind nur für gelegentliches Verstellen geeignet, beispielsweise im Rahmen eines einmaligen Abgleichvorgangs während der Produktion.
- Historisch wurden veränderliche Leistungswiderstände als Rheostat bezeichnet – im englischen Sprachraum ist der Begriff Rheostat für veränderliche Drahtwiderstände heute noch üblich.

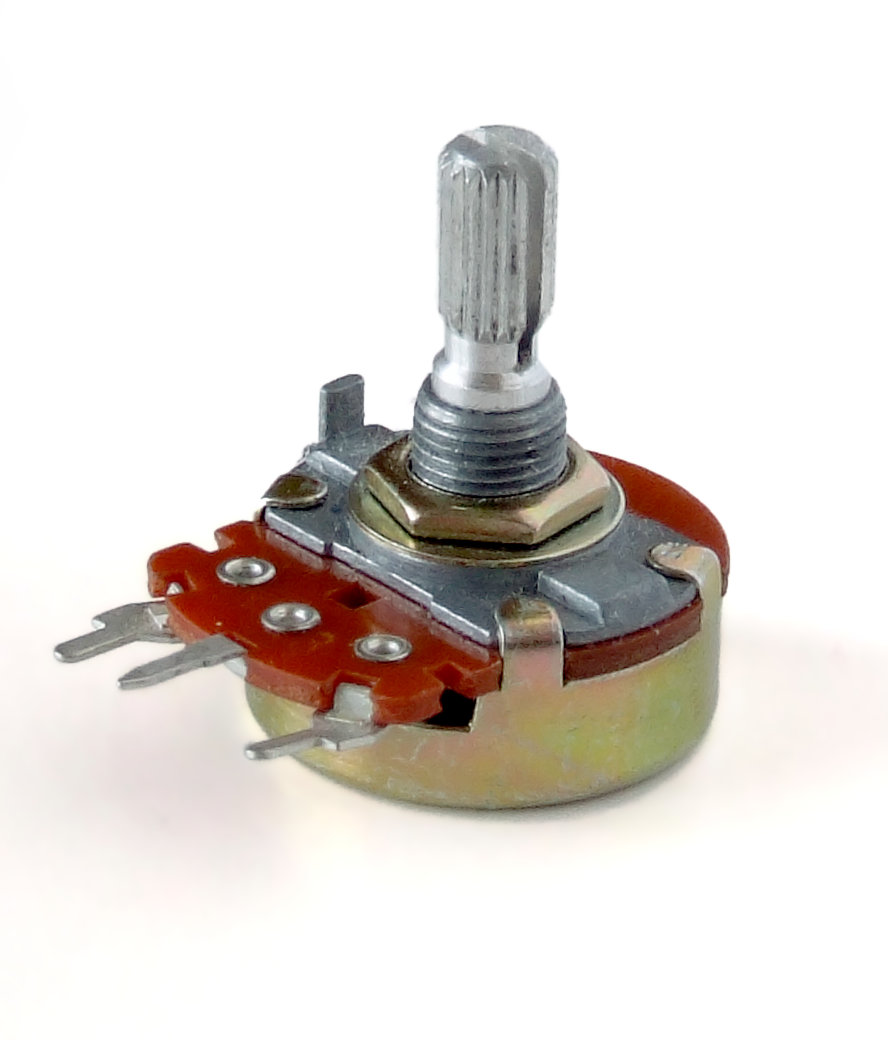
Ein durch Drehen einstellbarer Widerstand, das Potentiometer
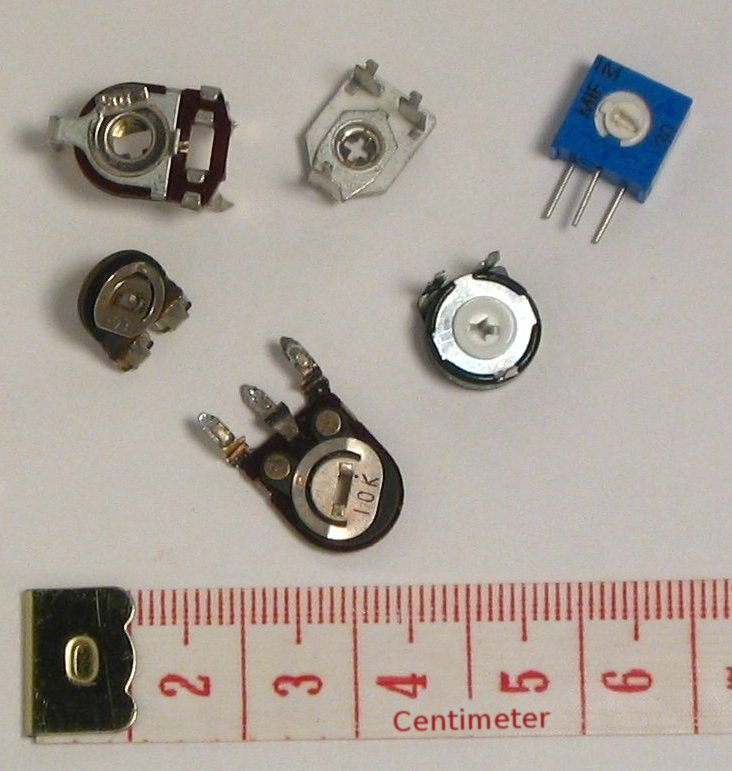
Trimmwiderstände
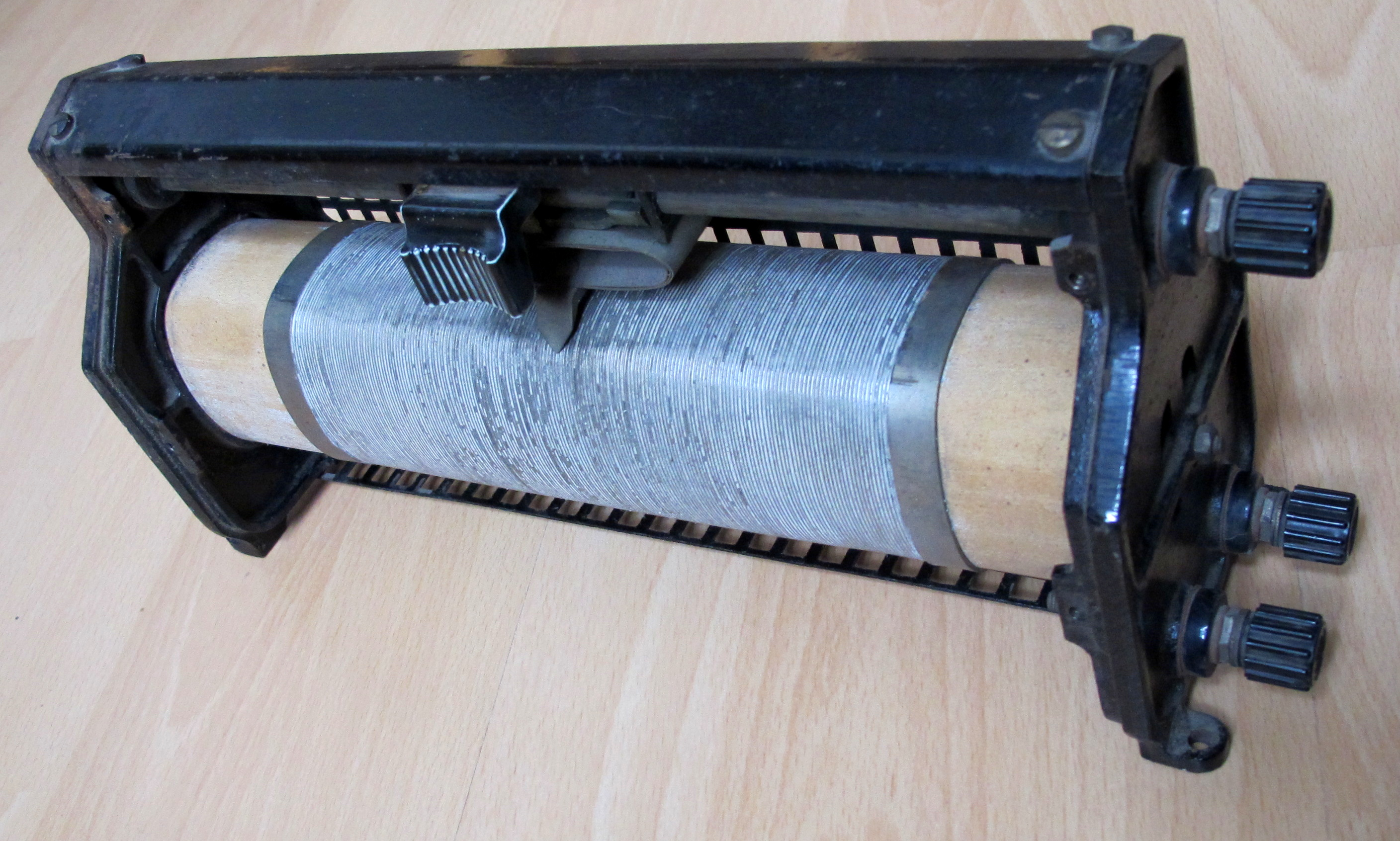
Veränderlicher Leistungswiderstand, im Englischen als Rheostat bezeichnet
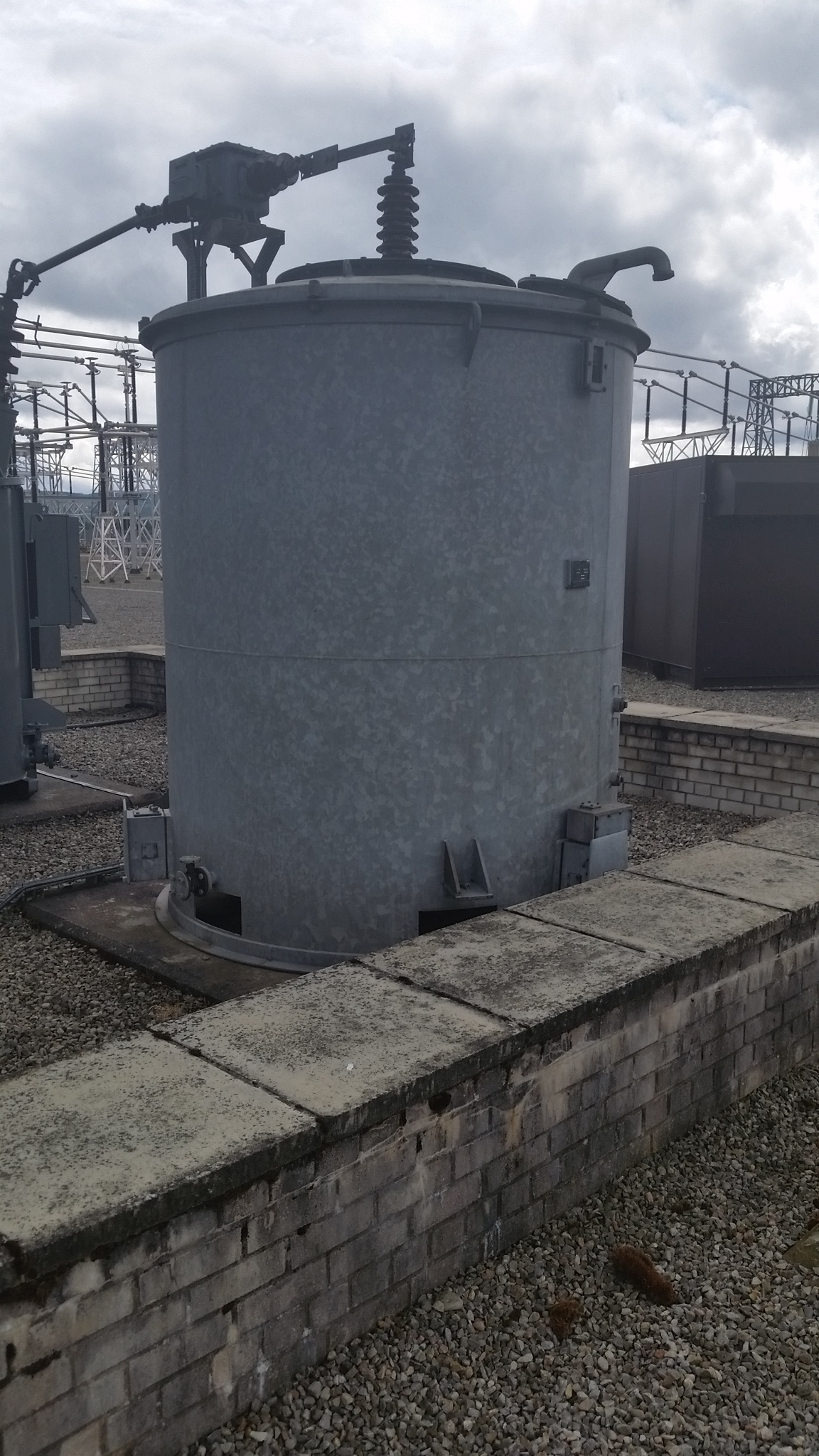
Wasserwiderstand in einem Umspannwerk

In speziellen Anwendungen werden auch Wasserwiderstände zum Anlassen von Schleifringläufermotoren in Form der Flüssigkeitsanlasser benutzt oder als vergleichsweise kostengünstig zu realisierender Leistungswiderstand beispielsweise zur Sternpunktbehandlung in Umspannwerken eingesetzt. Dabei werden Elektroden in ein geschlossenes Wassergefäß getaucht. Durch die Eintauchtiefe der Elektroden kann bei manchen Bauformen der Widerstandswert variiert werden. Flüssigkeitsanlasser für sehr große Leistungen/Ströme, beispielsweise zum langsamen Anfahren der elektrischen Großmotoren in Schaufelradbaggern, waren anstelle von Wasser mit Schwefelsäure gefüllt.